# ARO 24
ARO 24 – samochód terenowy produkowany przez rumuńską firmę ARO w latach 1972–2006.

## Historia i opis modelu

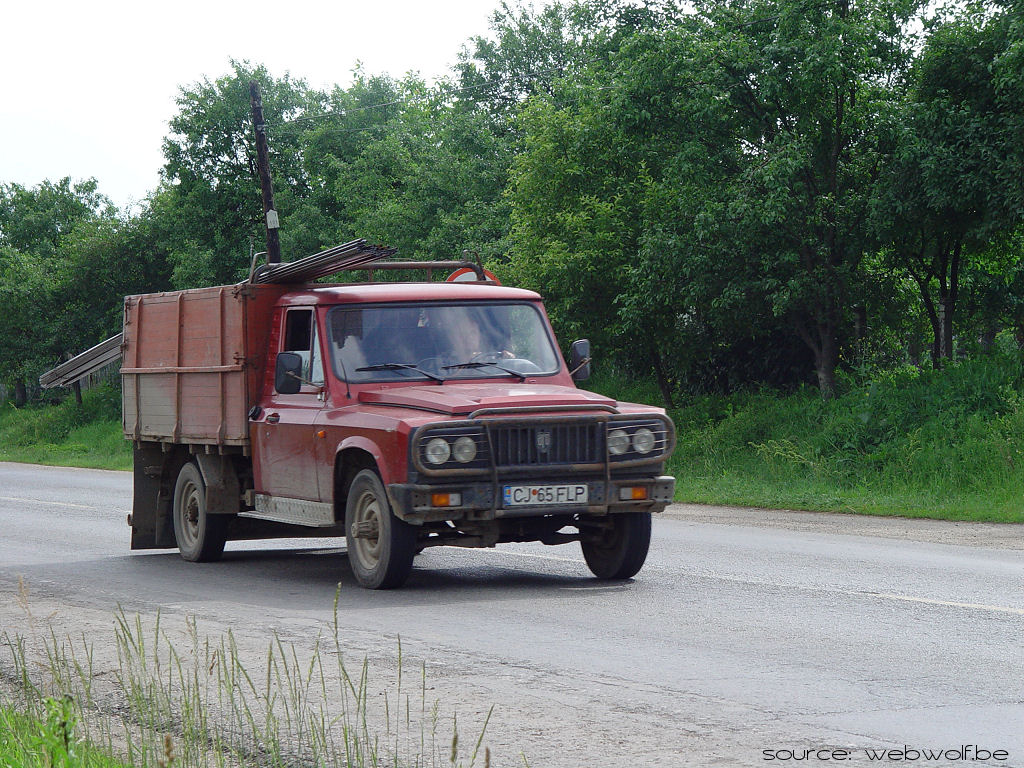
ARO 320

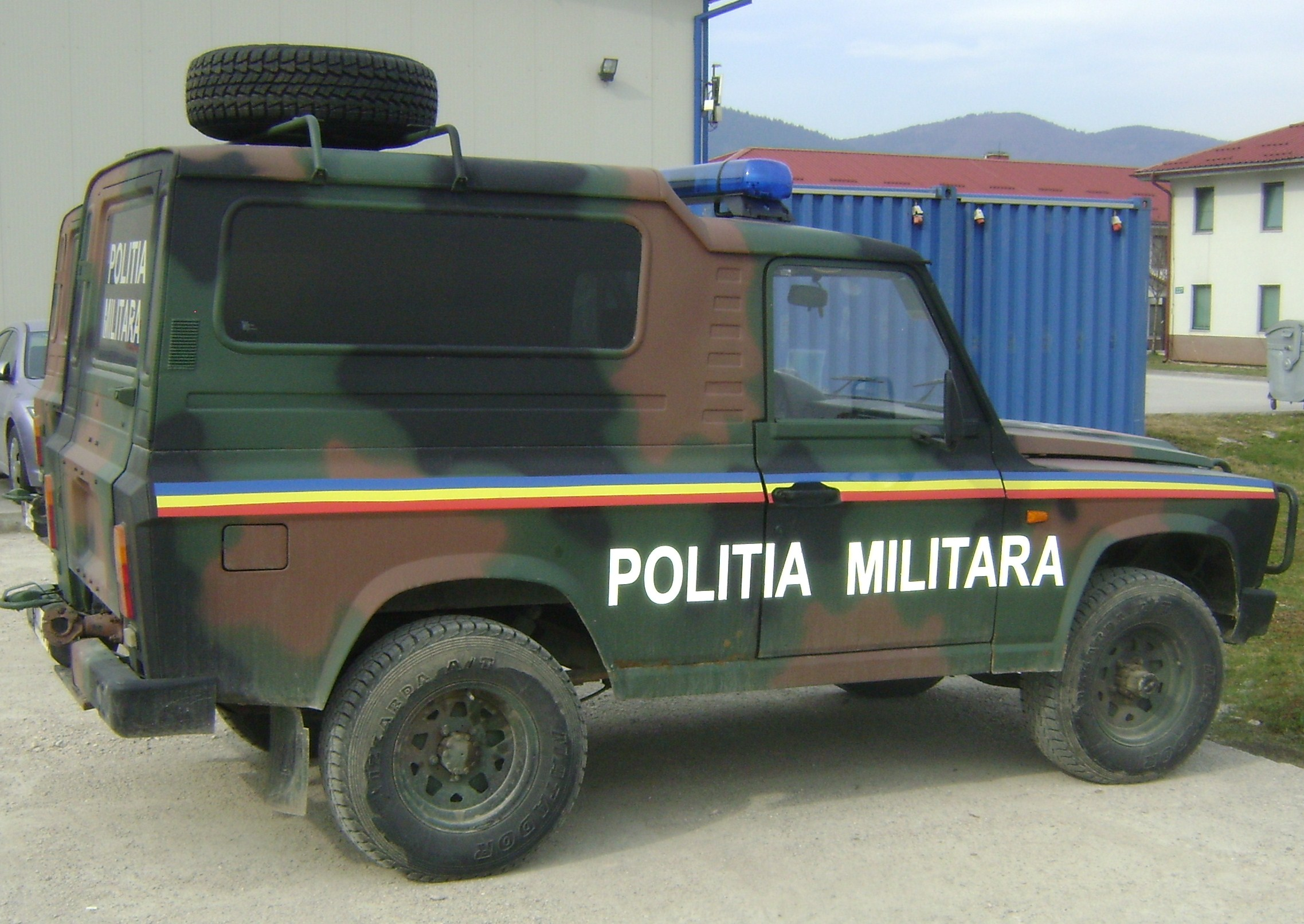
ARO 24

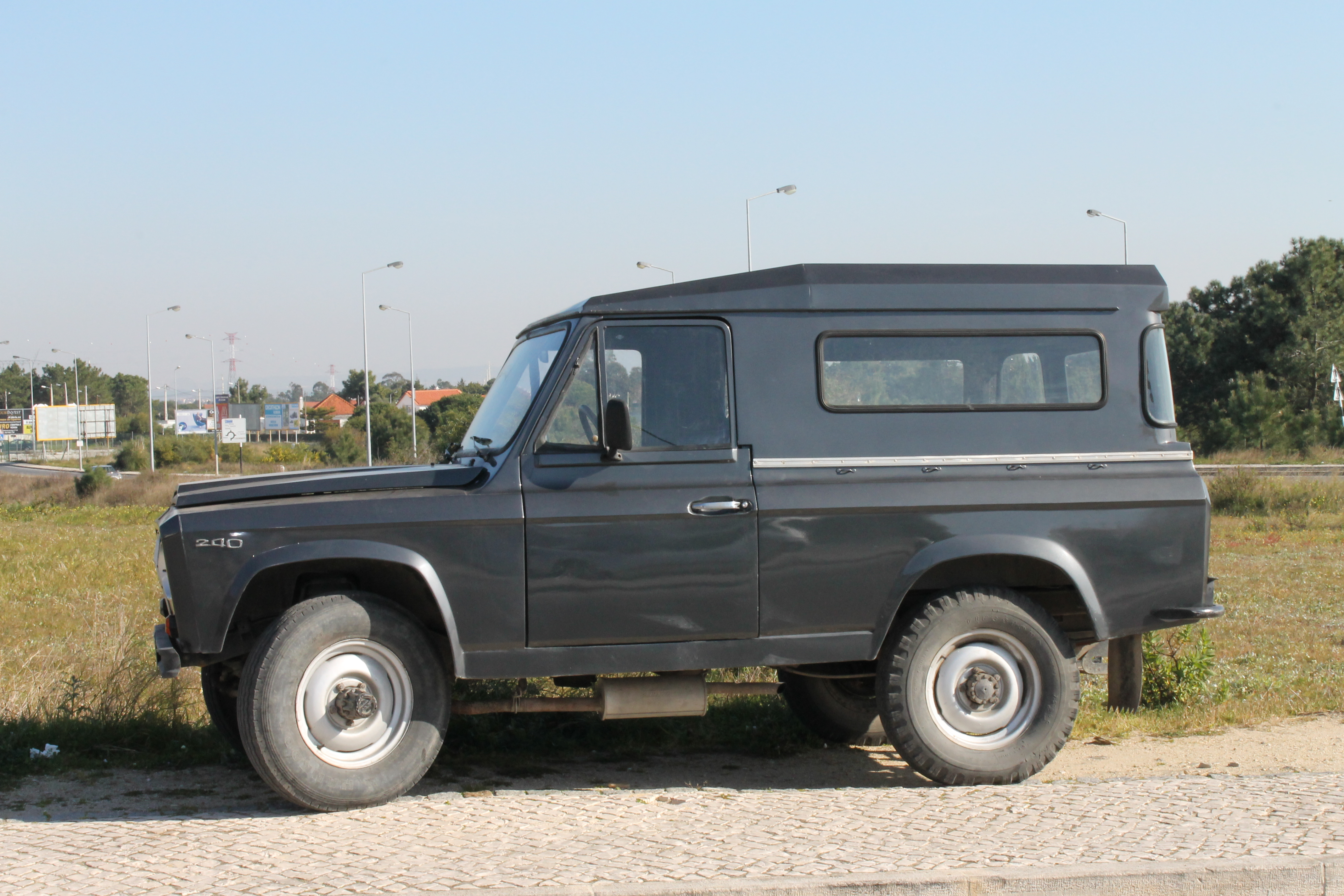
Portaro 240

Dostępny był jako 3- i 5-drzwiowy SUV, 2- i 4-drzwiowy pick-up oraz 2- i 4-drzwiowy kabriolet. Do napędu używano silników R4 benzynowych m.in. produkcji ARO (ARO L25) o pojemności 2,5 l (83 KM, 120 km/h), oraz diesla m.in. produkowanego przez fabrykę traktorów Uzina Tractorul Brașov 3,1 l (68 KM, 110 km/h), a także przez polską firmę Andoria. Moc przenoszona była na dwie osie. Auto posiadało 4- i 5-biegową skrzynie biegów.
ARO 24 dobrze sprawował się w terenie, pokonując wzniesienia 70% i na głębokość brodzenia 61 cm.
W latach 80. samochód przeszedł modyfikacje polegające m.in. na zamontowaniu okrągłych reflektorów, oraz - na użytek niektórych rynków - silnik Peugeot D.
Do roku 1985 wyprodukowano w sumie 125 000 pojazdów ARO 24, z czego 93 000 na eksport. Korzystna cena, oraz komfort jazdy spowodowały, że pojazdy eksportowano do wielu krajów (w tym do Kanady, USA, Australii).
W latach 1975—1995 w Portugalii wytwarzano model 24 pod nazwą Portaro przez FMAT (Fabrica de Máquinas Agrícolas do Tramagal). Także w Hiszpanii w latach 1980—1990 samochód był dystrybuowany oraz montowany przez firmę ENASA z Barcelony pod nazwą Hisparo.
ARO 24 był montowany w Łodzi przez firmę Damis. Pojazdy były wyposażane w silniki Andoria oraz skrzynię biegów z Tczewa. Auto montowano także w systemie CKD w Brazylii w Manaus jako Cross Lander 244X oraz w czeskim Hradcu Králové przez firmę AutoMaxCzech.

## Modele
- ARO 240 – dwudrzwiowy, ośmioosobowy
- ARO 241 – czterodrzwiowy, pięcioosobowy, soft-top
- ARO 242 – dwumiejscowy pick-up
- ARO 243 – trzydrzwiowy, ośmioosobowy, hard-top
- ARO 244 – czterodrzwiowy, pięcioosobowy, kombi
- ARO 246 – wydłużone kombi
- ARO 266
- ARO 328
- ARO 33 N
- ARO 35 S
- ARO 35 M
- ARO 243
- ARO 323 – wydłużone kombi
- ARO 324 – podwozie z kabiną
- ARO 320 – pick-up
- ARO 330
- ARO Dragon – wersja militarna

## Dane techniczne
| Wersja                | Silnik:             | Producent:         | Moc maksymalna:                    | Maks. moment obrotowy      | V-max:             |                    |                    |                    |
| Silniki benzynowe:    | Silniki benzynowe:  | Silniki benzynowe: | Silniki benzynowe:                 | Silniki benzynowe:         | Silniki benzynowe: | Silniki benzynowe: | Silniki benzynowe: | Silniki benzynowe: |
| --------------------- | ------------------- | ------------------ | ---------------------------------- | -------------------------- | ------------------ | ------------------ | ------------------ | ------------------ |
| 2.4                   | R4 2,4 l (2438 cm³) | Toyota             | 140 KM (103 kW) przy 5000 obr./min | 212 N•m przy 4000 obr./min | 150 km/h           |                    |                    |                    |
| 2.5                   | R4 2,5 l (2495 cm³) | Renault            | 83 KM (61 kW) przy 4200 obr./min   | 170 N•m przy 3000 obr./min | 120 km/h           |                    |                    |                    |
| 2.5                   | R4 2,5 l (2500 cm³) | Chrysler           | 121 KM (89 kW) przy 5250 obr./min  | 190 N•m przy 3500 obr./min | 150 km/h           |                    |                    |                    |
| 2.5                   | R4 2,5 l (2512 cm³) | ARO                | 67 KM (49 kW) przy 4000 obr./min   | 160 N•m przy 2500 obr./min | b/d                |                    |                    |                    |
| 2.9                   | V6 2,9 l (2935 cm³) | Ford               | 145 KM (107 kW) przy 5500 obr./min | 225 N•m przy 3500 obr./min | b/d                |                    |                    |                    |
| 3.0                   | R4 3,0 l (3007 cm³) | ARO                | 95 KM (70 kW) przy 4000 obr./min   | 196 N•m przy 3000 obr./min | 130 km/h           |                    |                    |                    |
| 4.0                   | V6 4,0 l (4000 cm³) | Cosworth           | 207 KM (152 kW) przy 5250 obr./min | 320 N•m przy 3000 obr./min | b/d                |                    |                    |                    |
| Silniki wysokoprężne: |                     |                    |                                    |                            |                    |                    |                    |                    |
| 2.4                   | R4 2,4 l (2417 cm³) | Andoria 4C90       | 70 KM (51 kW) przy 4200 obr./min   | 147 N•m przy 2500 obr./min | b/d                |                    |                    |                    |
| 2.4                   | R4 2,4 l (2417 cm³) | Andoria 4CT90      | 90 KM (66 kW) przy 4100 obr./min   | 195 N•m przy 2500 obr./min | b/d                |                    |                    |                    |
| 2.4                   | R4 2,4 l (2417 cm³) | Andoria 4CTi90     | 102 KM (74 kW) przy 4100 obr./min  | 230 N•m przy 2500 obr./min | 125 km/h           |                    |                    |                    |
| 2.4                   | R4 2,4 l (2446 cm³) | Toyota             | 86 KM (63 kW) przy 4000 obr./min   | 188 N•m przy 2200 obr./min | b/d                |                    |                    |                    |
| 2.5                   | R4 2,5 l (2498 cm³) | Peugeot            | 75 KM (55 kW) przy 4500 obr./min   | 147 N•m przy 2500 obr./min | 125 km/h           |                    |                    |                    |
| 2.5                   | R4 2,5 l (2498 cm³) | Peugeot            | 95 KM (70 kW) przy 4150 obr./min   | 205 N•m przy 2500 obr./min | 140 km/h           |                    |                    |                    |
| 2.5                   | R4 2,5 l (1870 cm³) | VM                 | 101 KM (74 kW) przy 4200 obr./min  | 232 N•m przy 2200 obr./min | b/d                |                    |                    |                    |
| 2.7                   | R4 2,7 l (2660 cm³) | ARO                | 71 KM (52 kW) przy 3900 obr./min   | 152 N•m przy 2250 obr./min | 110 km/h           |                    |                    |                    |
| 2.7                   | R4 2,7 l (2660 cm³) | ARO                | 87 KM (64 kW) przy 3500 obr./min   | 191 N•m przy 1900 obr./min | 110 km/h           |                    |                    |                    |
| 3.1                   | R4 3,1 l (3119 cm³) | ARO                | 68 KM (50 kW) przy 3200 obr./min   | 185 N•m przy 1600 obr./min | b/d                |                    |                    |                    |